# Філліпс Ідову
Філліпс Ідову  (англ. Phillips Idowu, 30 грудня 1978) — британський легкоатлет, олімпійський медаліст.

## Виступи на Олімпіадах
| Олімпіада   | Дисципліна        | Місце   |
| ----------- | ----------------- | ------- |
| Сідней 2000 | потрійний стрибок | 6       |
| Афіни 2004  | потрійний стрибок | AC r2/2 |
| Пекін 2008  | потрійний стрибок | 2       |